# Vaccinium stanleyi
Vaccinium stanleyi là một loài thực vật có hoa trong họ Thạch nam. Loài này được Schweinf. miêu tả khoa học đầu tiên năm 1892.